# Ouragan Irene
Pour les articles homonymes, voir Ouragan Irene (homonymie).
L'ouragan Irene (aɪˈrin) est un ouragan de type capverdien ayant infligé d'énormes dégâts dans les Caraïbes avant d'atteindre la côte est des États-Unis et du Canada. Étant la neuvième tempête de la saison cyclonique 2011 dans l'océan Atlantique nord, Irene s'est formée à partir d'une onde tropicale bien définie montrant des caractéristiques d'ouragan lors de son passage aux Petites Antilles. La tempête développe des bandes orageuses et un centre de circulation cyclonique durant la journée du 20 août 2011. Irene atteint les Îles du Vent et frôle de très près Sainte-Croix le 21 août 2011. Le lendemain, Irene frappe Porto Rico avec la force proche de celle d'un ouragan et des vents violents, ainsi que de fortes pluies, ont causé des dommages significatifs.
Après avoir traversé les Îles Turques-et-Caïques, l'ouragan se renforce et atteint le stade d'ouragan majeur de catégorie 3 lors de son passage aux Bahamas, causant un très grand nombre de dégâts aux îles sur son passage. Irene dérive vers le nord et sa trajectoire l'amène à passer le long de la côte de Floride avec de très fortes rafales de vent. L'ouragan diminue graduellement d'intensité et redevient tempête tropicale lors de son passage dans la zone de Coney Island (Brooklyn, New York), à approximativement 9 h 0 du matin le 28 août 2011. Il est finalement rétrogradé en cyclone post-tropical en passant sur la Nouvelle-Angleterre et le Canada.
Le bilan fait état de 55 morts et des dégâts estimés initialement à 3,1 milliards de dollars dans les Antilles et à au moins 7 milliards aux États-Unis,. Des dégâts considérables sont signalés dans les montagnes Catskill, dans la Mohawk Valley de l'État de New York, dans le Vermont (qui a souffert de ses pires inondations du siècle) et au Québec.
À cause de son impact exceptionnel, le comité sur la météorologie tropicale de l'Organisation météorologique mondiale lors de sa réunion du 13 avril 2012, le nom « Irene » a été retiré des listes futures des noms d'ouragans. Lors de la prochaine rotation de la liste qui le contenait, soit en 2017, il sera remplacé par « Irma ».

## Évolution météorologique

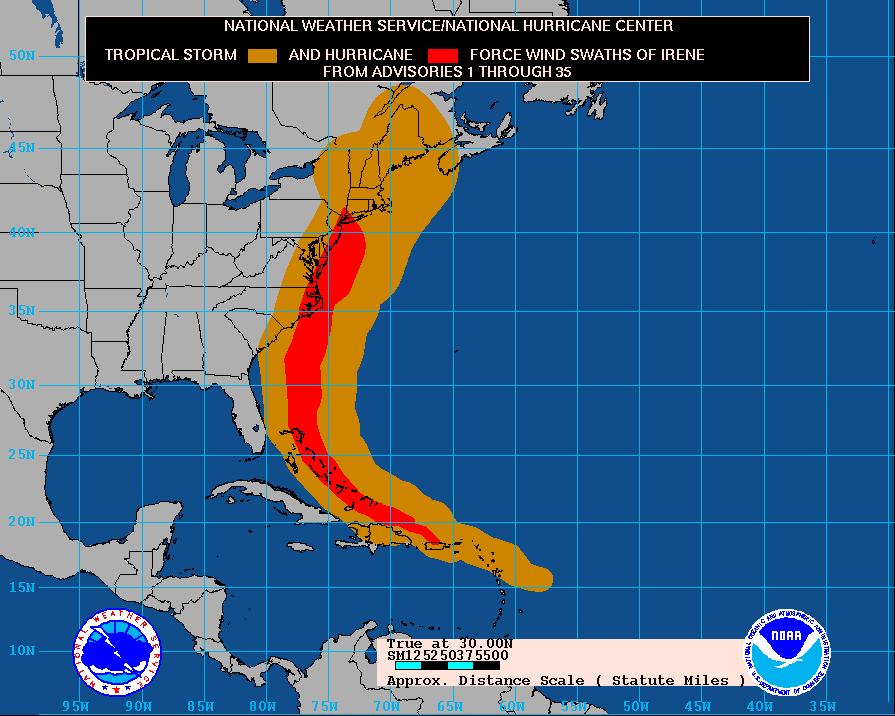
Corridor des vents de force de tempête tropicale (63 à 118 km/h) et d'ouragan (plus de 118 km/h) le long de la trajectoire d’Irene

Le 15 août 2011, une onde tropicale provient de la côte Africaine pour émerger dans l'Atlantique, caractérisée par une circulation cyclonique distincte à basse pression et par une humidité tropicale intense. Alors que l'onde quitte les îles du Cap-Vert, elle développe plusieurs ondées orageuses et pluvieuses.
Le 20 août, elle passe au stade de tempête tropicale à 305 km à l'est de la Dominique. Sa pression centrale est 1 006 hPa, ses vents en surface sont estimés à 45 nœuds (83 km/h) et elle se trouve au-dessus d'eaux chaudes permettant son intensification.
Suivant sa trajectoire vers le nord des Caraïbes, Irene s'étend le 21 août, en tant que tempête tropicale, sur les Îles du Vent, causant des dégâts mineurs mais de fortes inondations. Au sud, de puissantes ondées orageuses et pluvieuses frappent la Martinique. La tempête touche également l'île de la Guadeloupe, dont Grande-Terre, où de fortes bandes de précipitations ont touché la ville. La pression centrale et les vents maximaux n'ont pas encore changé; elle se déplace vers l'ouest à 33 km/h.
À l'approche de Porto Rico, la tempête tropicale augmente en puissance. Elle touche la côte près de Punta Santiago à 1 h 30 locale le 22 août. Irene se transforme à 9 h UTC (5 h locale) en ouragan de catégorie 1 avec des vents de 120 km/h et une pression centrale de 987 hPa, tout en se dirigeant vers l'ouest-nord-ouest à 19 km/h.
Irene passe en catégorie 2, avec des vents de 155 km/h et une pression centrale de 981 hPa, à 23 h 15 UTC le 22 août (19 h 50 locale) à 210 km à l'est de Puerto Plata en République dominicaine. Il se renforce à l'approche des Bahamas et devient un ouragan de catégorie 3 le 24 août à 12 h UTC (8 h locale), à 540 km au sud-est de Nassau. Ses vents sont alors de 185 km/h et la pression centrale est de 957 hPa.
Irene passe ensuite au large de la côte de la Floride tout en diminuant d'intensité petit à petit. Elle touche la côte en Caroline du Nord, dans les Outer Banks, le 27 août à Cape Lookout vers 11 h UTC (7 h locale). Ses vents sont encore de 140 km/h et sa pression centrale de 952 hPa ce qui en fait un ouragan de catégorie 1. Elle poursuit son chemin vers le nord et redevient une tempête tropicale avant de toucher New York le 28 au matin. Les vents soutenus sont toujours de 100 km/h, avec de plus fortes rafales, et sa pression centrale est de 965 hPa.
La tempête se dirige ensuite vers le Vermont. Avant d'entrer au Québec (Canada), elle se transforme en cyclone extratropical en soirée du 28. Cependant sa pression centrale est toujours très basse à 980 hPa et les vents soutenus sont de 85 km/h. Le 29 août, la dépression accélère vers le Labrador et se perd ensuite dans le flux d'altitude vers le nord-est.

## Préparation

### Caraïbes

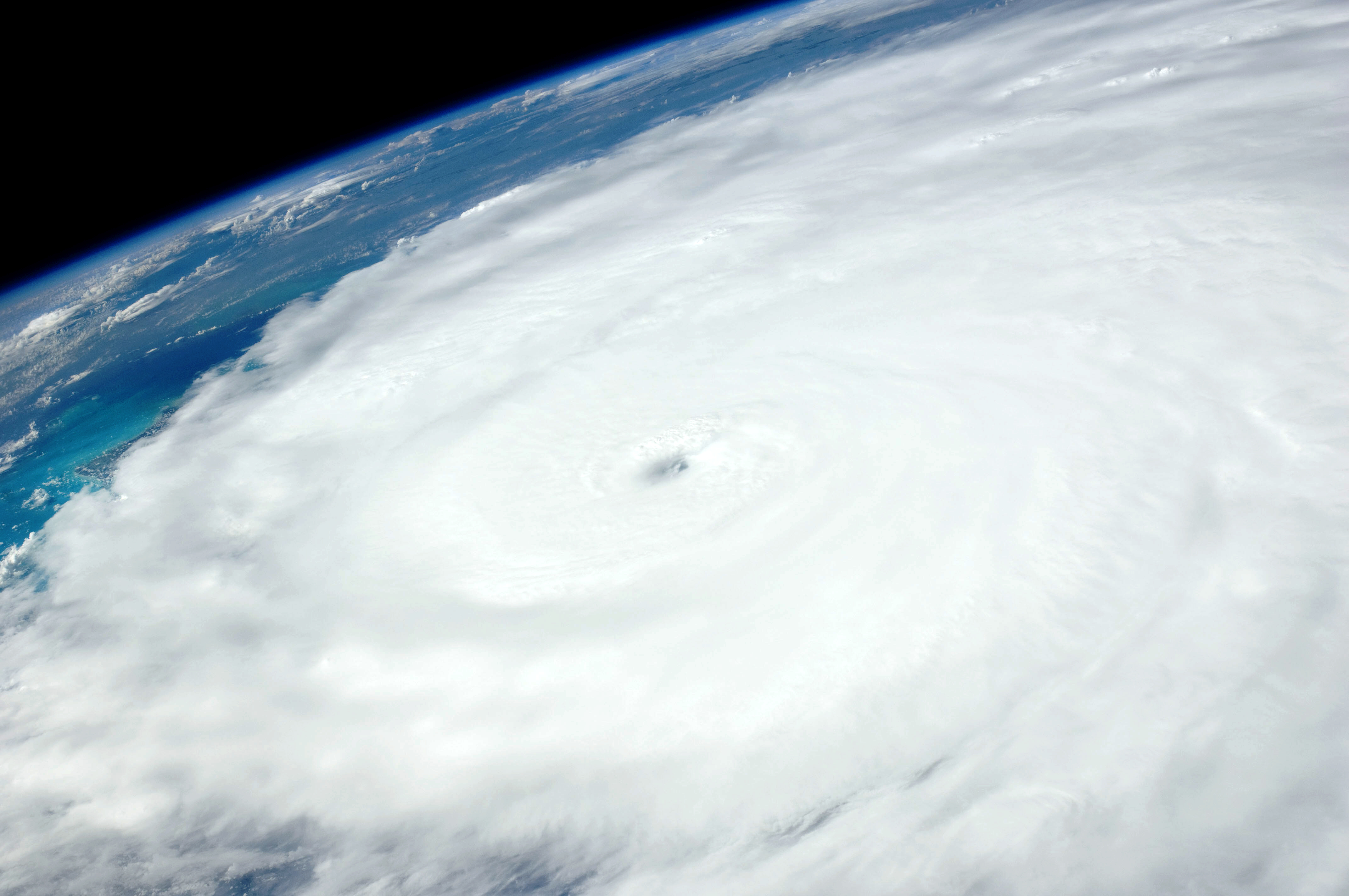
L'œil d’Irene perçu depuis la station spatiale internationale.

En réponse à la formation d’Irene, des alertes cycloniques sont diffusées dans les Îles du Vent et à Porto Rico. Alors qu'Irene doit atteindre l'île d'Hispaniola, une première alerte cyclonique est diffusée dans le sud de la République dominicaine et une autre le 21 août 2011 à la suite du renforcement de la tempête. Au vu d'une forte intensification de l'ouragan, une alerte est diffusée dans le nord du pays, alors que l'alerte a été diffusée dans tout Haïti ; la vigilance à l'ouragan est également diffusée à Porto Rico. Plus tard dans la même journée, la République dominicaine est placée en vigilance ouragan, alors qu'une vigilance à la tempête tropicale est demandée aux Bahamas et dans les Îles Turques-et-Caïques.
En se dirigeant vers Hispaniola, l'ouragan passe en catégorie 2 et touche le nord de la République dominicaine et d'Haïti les 22 et 23 août 2011. 7 000 personnes sont évacuées en République dominicaine et plus d'un millier en Haïti. Il se dirige ensuite vers le nord, en direction des Bahamas en se renforçant en intensité pour être classé en catégorie 3 le 24 août 2011 au matin. Le 25 août 2011, son œil se situe à 105 km à l'est-nord-ouest de la capitale Nassau, avec des vents soutenus à 185 km/h à 12 h 0 TUC.

### États-Unis

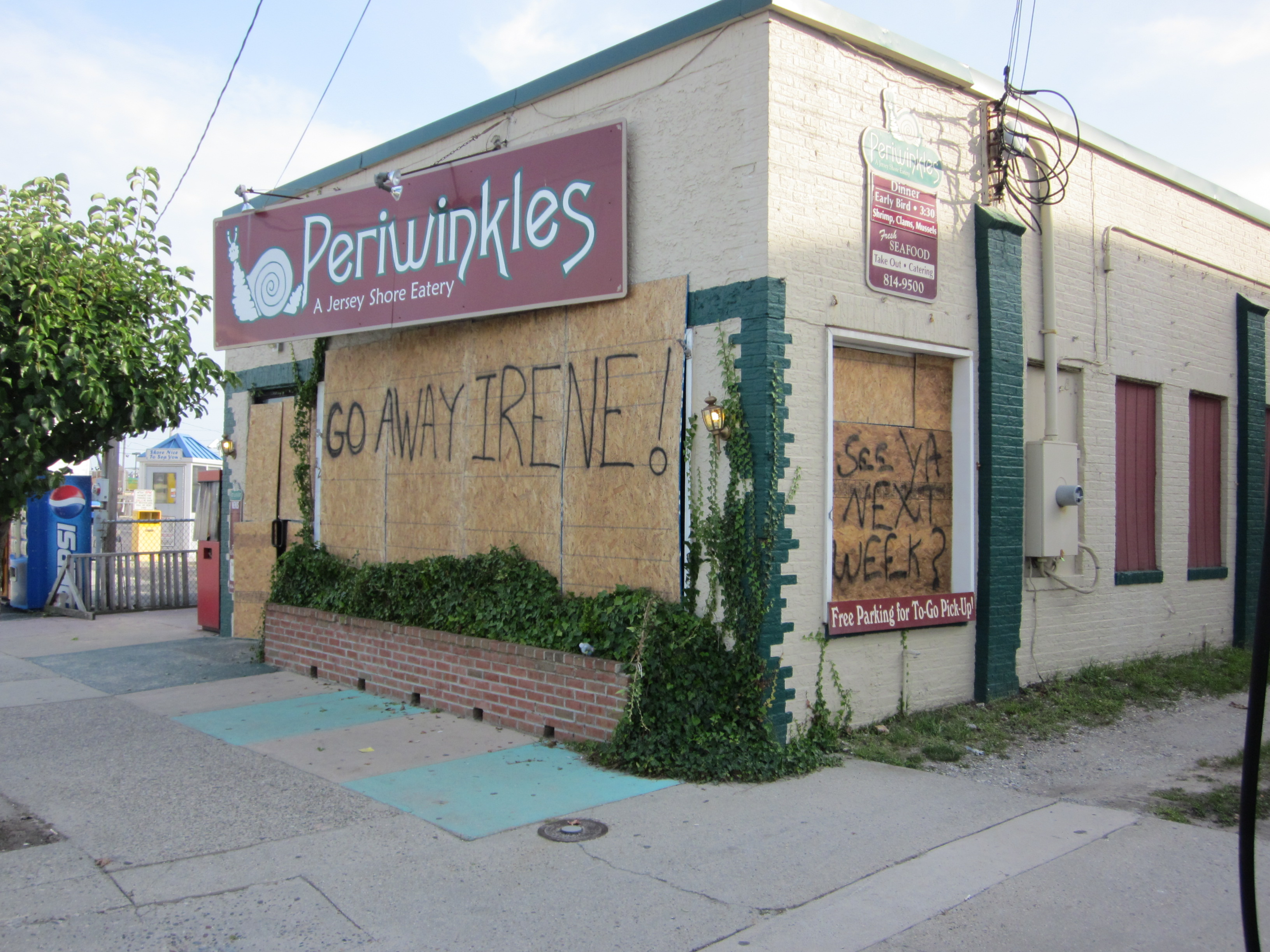
Photo d'un magasin au New Jersey (États-Unis) fermé par anticipation de tempête.

Irene se dirigeant vers la côte est des États-Unis, il est estimé au nombre de 50 millions le nombre d'individus en danger localisés des Carolines au cap Cod. Face à cette menace, les États, les ports, les industries, les branches pétrolières et nucléaires ont anticipé d'éventuels cas d'urgence ; les habitants situés dans les terres à risque ont stocké de la nourriture, barricadé leur maison et protégé leurs moyens de transport.
Le 23 août 2011, une évacuation a été effectuée à 5 h 0 du matin sur l'île d'Ocracoke, et dans le comté de Hyde (Caroline du Nord) et des secours étaient déjà sur place dans les comtés de Charleston et de Dorchester en Caroline du Sud,. Des vigilances aux ouragans et aux tempêtes tropicales ont été diffusées en milieu de journée le 25 août. Une évacuation de tous les touristes et vacanciers a été effectuée dans le Comté de Dare le 25 août. Le même jour, le gouverneur Beverly Perdue déclare l'état d'urgence pour l'État de la Caroline du Nord. Le gouverneur Perdue a également demandé au président Barack Obama de déclarer une urgence fédérale.
Le 25 août 2011, une alerte vigilance est émise en Caroline du Sud, de Surf City jusqu'à la frontière avec l'État de Virginie, dans l'attente de possibles inondations.
Le 25 août 2011, le gouverneur du Maryland, Martin O'Malley, déclare l'état d'urgence par anticipation. La ville d'Ocean City prépare la "première phase" de son plan de contingence durant la même journée, durant laquelle les étudiants d'université étaient les premiers à évacuer les lieux,. Quelques heures plus tard, la troisième phase est mise à exécution ; elle implique une évacuation de tous les habitants durant la nuit du 25 août, avec l'ordre d'une évacuation totale jusqu'à 5h00 du matin, le 26 août. Le 26 août 2011, les comtés de Dorchester et de Wicomico déclarent l'état d'urgence,. Certaines zones géographiques des comtés de Somerset et de Wicomico, parmi les foyers du comté de Wicomico, ont reçu des ordres d'évacuation,.
Les services d'Amtrak, au sud de Washington, D.C., ont été annulés durant le 26 au 28 août 2011.
L'inauguration du Mémorial Martin Luther King, prévu à Washington le 28 août 2011, date anniversaire de son célèbre discours « I Have a Dream » fut reporté en raison de l'ouragan. L'inauguration aura finalement eu lieu le 16 octobre 2011, en présence du président des États-Unis, Barack Obama.
Au sud du Connecticut, parmi le détroit de Long Island Sound, une alerte à l'ouragan le 27 août, alors que le nord du Connecticut diffuse une alerte à la tempête tropicale. Le gouverneur Dan Malloy. Dans le Maine, Governor Paul LePage déclare l'état d'urgence le 26 août en préparation à l'arrivée de l'ouragan Irene durant le 28 août.

### Canada
En date du 28 août 2011, en approche des provinces de l'Atlantique et également de sud et de l'est du Québec, plusieurs autorités municipales canadiennes se préparent aux impacts de l'ouragan Irene. Des avertissements météorologiques pour 50 à 100 mm de pluie, des vents violents et des débordements côtiers ont été envoyés par le Service météorologique du Canada. Proche d'Halifax, Canada, de nombreux bateaux locaux et nationaux ont été appelés à amarrer sur le Bassin de Bedford.

## Impact
| Pays                   | Morts | Disparus | Dommages             |
| ---------------------- | ----- | -------- | -------------------- |
| Bahamas                | 0     | 0        | 40 millions $US      |
| Canada                 | 1     | 1        | 130 millions $CAD    |
| États-Unis             | 46    | 1        | 15,8 milliards $US   |
| Haïti                  | 3     | 0        | 260 millions $US     |
| Puerto Rico            | 1     | 0        | 500 millions $US     |
| République dominicaine | 4     | 7        | 30 millions $US      |
| Total                  | 55    | 9        | >~16,6 milliards $US |

### Petites Antilles
Compte tenu des conditions météorologiques défavorables, la compagnie aérienne LIAT a été forcée de suspendre ses vols à Antigua le 22 août 2011. Une alerte rouge a été déclenchée dans les îles françaises de Saint-Martin et Saint-Barthélemy, les plus fortes rafales enregistrées atteignant sur ces deux îles respectivement 85 km/h et 120 km/h, pour des pluies intenses, cumulant jusqu'à 120 mm.

### Grandes Antilles

#### Porto Rico
De nombreuses inondations sont à déplorer, plusieurs rivières débordent et les routes sont coupées par des chutes d'arbres ou de pylônes. Plus de 800 000 foyers sont privés d'électricité et 120 000 d'eau potable. Au plus fort de la tempête, les vents atteignent 180 km/h dans les hauteurs de l'île. Une automobiliste meurt, entraînée par le courant à l'approche d'un pont de Carolina à Porto Rico. L'état d'urgence est décrété sur l'île par le président Barack Obama.

#### Hispaniola

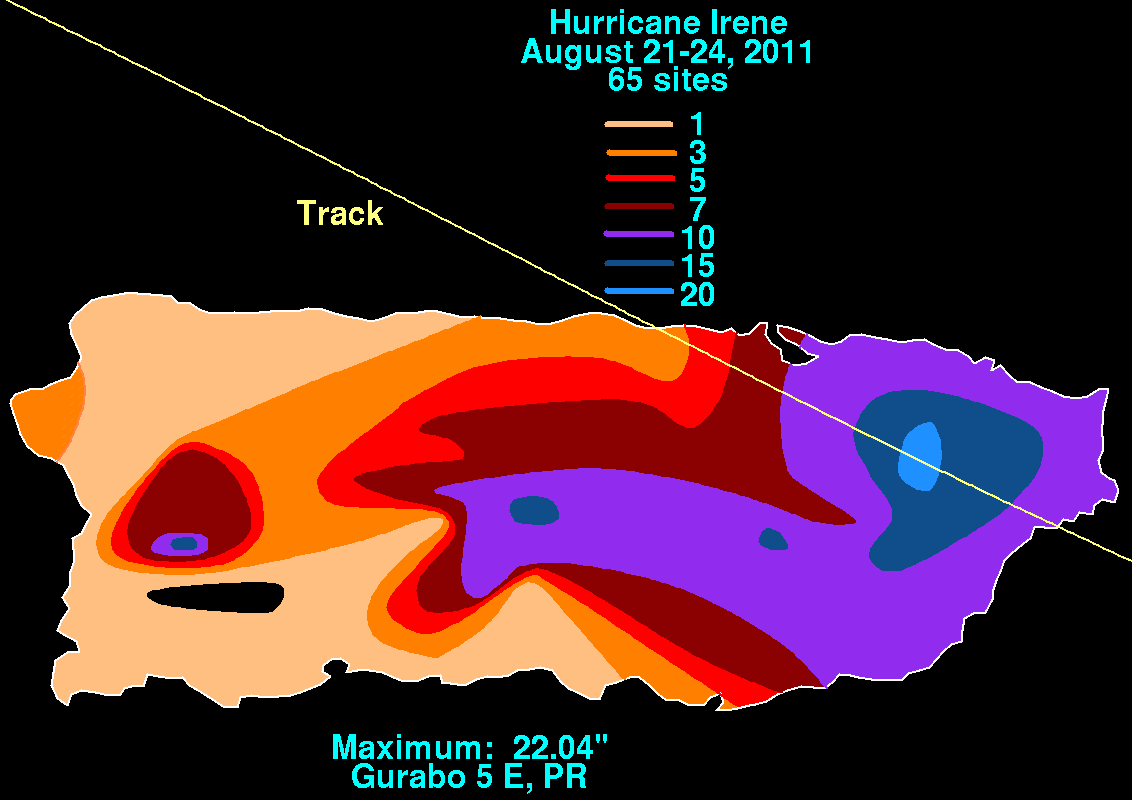
Accumumaltion de pluie avec Irene à Porto Rico. Le maximum est de 560 mm (22.04 pouce) dans la partie est de l'île
(1 pouce = 25.4 mm)

Dérivant vers l'Hispaniola, la tempête propage de fortes précipitations, en particulier dans les environs de San Cristóbal, ainsi que des vents violents en République dominicaine. Dans ce dernier pays, 37 700 habitants, d'au moins 88 communautés ont été forcés de partir,. Une onde de tempête a touché 200 habitations et plusieurs évacuations ont été effectuées sur les côtes. Les vents les plus violents ont affecté Cibao, où plusieurs arbres ont chuté. Les rivières et lacs locaux ont submergé les routes aux alentours. Malgré la distance, Irene a propagé de fortes pluies au sud du pays. Dans cette zone du pays, deux victimes ont été noyées à cause des inondations, et leurs morts ont été confirmées. D'autres victimes ont été déplorées à Cambita Garabitos, et six autres ont été reportées disparues. Des pluies très violentes ont été reportées dans la province de La Altagracia, dans laquelle une personne a été reportée disparue et une centaine d'autres ont été évacuées à Higüey. La majorité des dégâts ont été causées par les inondations depuis les rivières et lacs, dont plusieurs pertes agricoles.
Dans le nord-ouest d'Haïti, plusieurs routes ont été submergées par les rivières aux alentours. Environ 500 habitants ont été évacués des zones à risque. À Port-au-Prince, les refuges des victimes du séisme du 12 janvier 2010 ont été soufflés par les vents violents. D'après les médias, la tempête était moins importante que prévu ; elle n'a seulement laissé que des inondations sur son passage, en particulier dans le nord du pays. Cependant, deux individus ont été retrouvés morts noyés, emportées par les eaux d'un ravin à Mahotière, section de Port-de-Paix, et quatre ont été blessés.

#### Cuba
Irene, durant son passage aux Bahamas, a propagé quelques légères pluies à l'est de Cuba. Les villes de Moa et Sagua de Tánamo localisées dans la province de Holguín ont rapporté 60 mm de pluie. Cependant, les pluies n'ont pas atteints plus de 5,1 mm. Certains dégâts ont été rapportés dans la province de Guantánamo à cause d'inondations survenues à Baracoa.

#### Îles Turques-et-Caïques
Irene passa sur les îles Turques-et-Caïques en tant qu’ouragan de catégorie 1, donnant des vents violents qui soufflèrent les toits et coupèrent la distribution d’électricité. Les vents et la pluie les plus importants affectèrent Providenciales. Le port de croisière de Grand Turk fut légèrement affecté et les activités reprirent après trois jours.

#### Bahamas
Aux Bahamas, l’œil de l’ouragan traversa l’archipel. Les rafales maximales furent de 225 km/h et l’accumulation maximale de 330 mm. Sur l'île Acklins, 90 % des résidences du village de Lovely Bay ont été touchées,. Les vagues dépassent 4 m de hauteur. De nombreuses coupures d'électricité sont causées par le passage du cyclone au-dessus de l'île d'Abaco mais Irene ne fit aucune victime.

### États-Unis

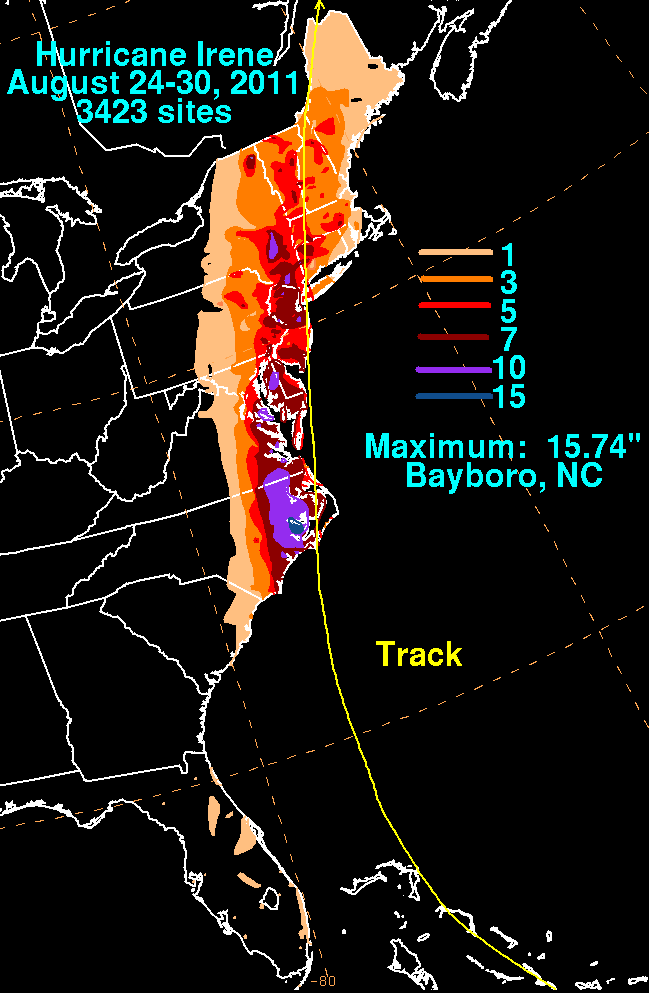
Accumulation de pluie aux États-Unis avec un maximum de 400 mm (15.74 pouces) à Bayboro, Caroline du Nord. (1 pouce = 25.4 mm)

Tout le long de sa trajectoire, Irene a causé des dommages estimés à 7 milliards $US et 44 ou 45 décès. Les vents de force de coup de vent et plus ont affecté toute la côte Est des États-Unis, et aussi loin à l’intérieur des terres que la Pennsylvanie. Les pluies diluviennes ont ajouté à la saturation des sols déjà imbibés des pluies récentes ce qui a causé des inondations et permis de fragiliser la prise des arbres au sol. Les vents ont pu ainsi non seulement causer des dommages aux édifices et aux structures mais ont déraciné un nombre incalculable d’arbres encore plein de feuilles. La tempête a ainsi causé quelques tornades qui ont détruit des maisons. Environ 7,4 millions d’abonnés résidentiels et commerciaux ont été privés d'électricité par suite de la chute de poteaux de distribution électrique ou au bris des fils.
Les zones côtières sont celles qui ont le plus souffert à cause de l’onde de tempête et des inondations le long des rivières. Dans le nord-est des États-Unis, plus de dix rivières ont enregistré des niveaux records sur leurs hydrographes. Dans au moins 6 États, les niveaux d’eau sont équivalents à une période de retour de cent ans et le Christian Science Monitor mentionne que l’inondation dans le comté de Greene dans l’État de New York atteignit une période de retour de 500 ans.

#### De la Floride à la Virginie
Irene passa très au large de la côte de la Floride et seulement les bandes de pluies externes l’affectèrent, surtout la côte. Le maximum de pluie de 68 mm fut signalé à l’aéroport de Fort Lauderdale dans le sud. Plus au nord, Melbourne n’a eu que 33 mm. Les rafales de vent maximales furent de 65 km/h au quai de Lake Worth. Ils causèrent quelques pannes électriques et des vagues qui atteignirent 3,7 mètres à Boynton Beach où au moins 8 personnes subirent des blessures après avoir été éjectées du quai dans l’océan. Deux surfeurs téméraires ont perdu la vie quand ils se sont aventurés au large. L’érosion du littoral fut très localisée et mineure.
En Caroline du Sud, le rayon de vents forts a atteint la côte même si l’ouragan est passé assez au large. Le maximum des rafales enregistré a été de 89 km/h à Folly Island. Seulement 4 000 clients furent privés d’électricité à la suite des bris de poteaux. Le vent renversa des arbres et donna de fortes vagues le long de la côte du comté de Charleston qui firent un peu d’érosion des berges.

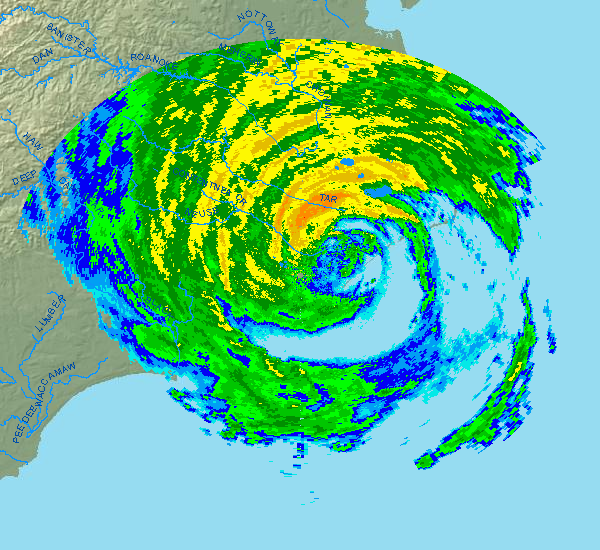
Image radar image des précipitations d’Irene touchant les Outer Banks

La Caroline du Nord est le premier État à être directement frappé par Irene. Les vents de force de tempête tropicale commencèrent à souffler sur les Outer Banks plusieurs heures avant l’arrivée du système. Des vagues atteignant 1,8 à 2,7 mètres léchèrent les côtes. Plusieurs tornades furent signalées tôt le 27 août, juste avant l’arrivée du centre d’Irene,. Cependant aucune station météorologique ou bouée météorologique régulière n’enregistrèra de vents atteignant la force d’ouragan, la plus forte rafale officielle fut de 107 km/h selon une bouée près de Cape Lookout
Il est tombé beaucoup de pluie, soit de 250 à 360 mm, avec le maximum enregistré à Bunyan.
L’ouragan, de très grand diamètre à ce moment, causa des dommages sur un large territoire. Les inondations et les bris par le vent furent assez généralisés le long de la côte. Une branche arrachée à un arbre frappa une personne, la tuant, dans le comté de Nash. Deux autres personnes furent tuées par la chute d’arbres dans le comté de Sampson et deux dans des accidents de la route dans les comtés de Goldsboro et Pitt. Ces décès s’ajoutèrent à celui d’un résident du comté d'Onslow qui est mort d’une crise cardiaque en installant des feuilles de contreplaqué sur ses fenêtres en préparant pour la tempête.
Finalement, des tornades ont détruit certaines maisons et retourné des véhicules, en particulier l’une d’elles a détruit quatre maisons à Columbia,.
En Virginie, au moins six tornades ont été rapportées et cent routes furent fermées à cause des débris et des inondations. Plus d’un million d’abonnés furent privés de courant et quatre personnes furent tuées par la chute d’arbres : les vents violents à Newport News ont renversé un arbre sur un bloc-appartement, tuant un garçon de onze ans, un homme dans la soixantaine a subi un sort similaire à Chesterfield pendant qu’un arbre est tombé sur un automobiliste dans le comté de Brunswick et qu’un autre mort fut signalé dans le comté de King William.

#### Du Maryland au New Jersey

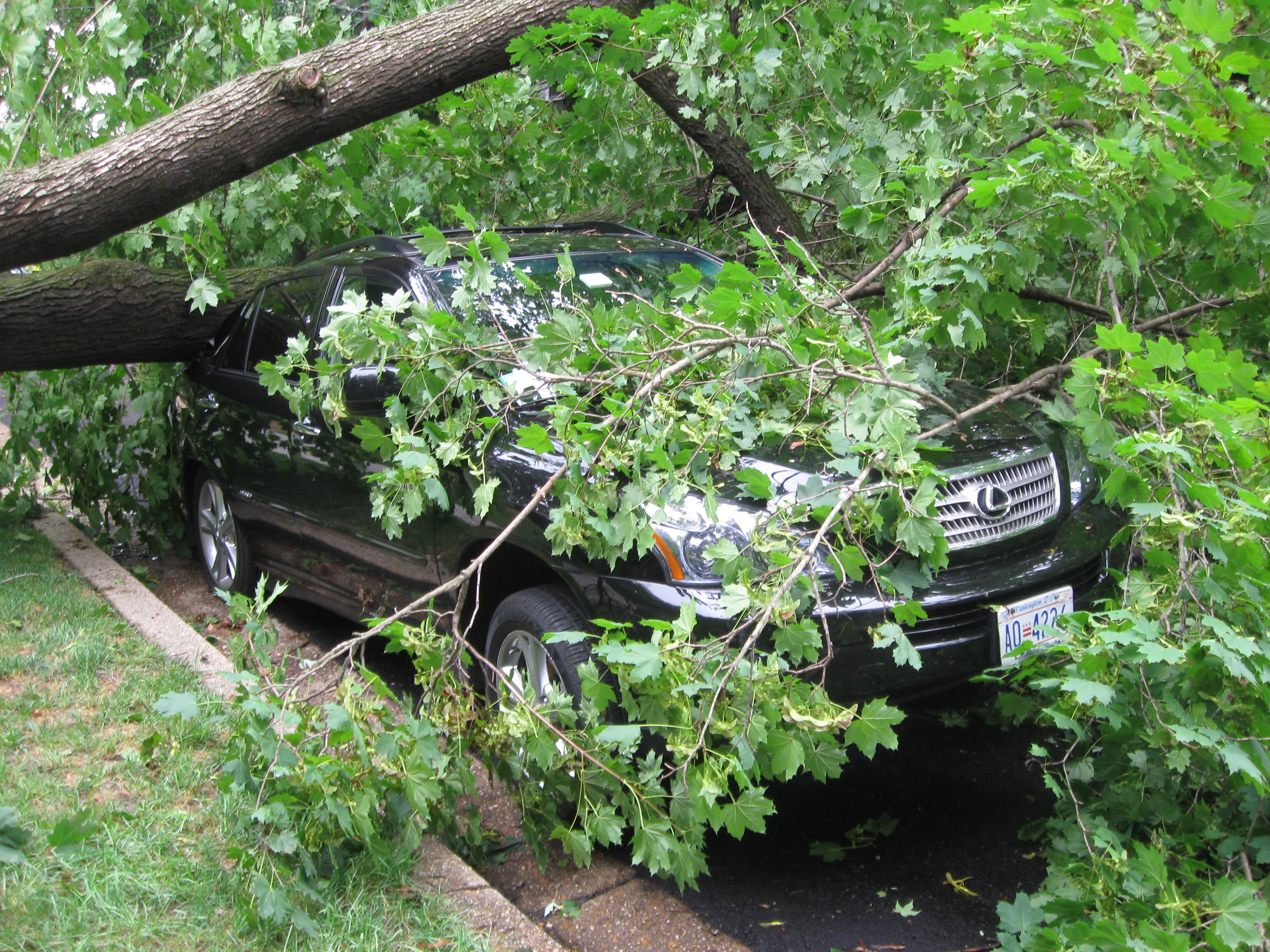
Une Lexus RX400h sous un arbre tombé à Washington, D.C.

L’ouragan Irene a vraiment commencé à faire des dommages à grande échelle en arrivant au Maryland. Les pannes électriques furent généralisées aussi loin à l’intérieur des terres que l’est de la Pennsylvanie,,. Le Dorchester General Hospital de Cambridge (Maryland) a dû être évacué à cause de dommages au toit et de la pluie qui s’y est infiltrée. Dans le comté de Queen Anne, une dame de 85 ans fut écrasée par les débris de sa cheminée brisée par un arbre tombé. Les champs de la côte est de l'État furent saturés d’eau et une partie de la récolte de tomates, maïs et cantaloups fut détruite.
Au Delaware, deux hommes de 25 ans se sont noyés à Hockessin, emportés par les flots de la rivière.
Une tornade de force F-1 a frappé à Lewes à 18 h locale causant des dommages à 50 maisons et détruisant une autre le long d’un corridor de 80 mètres de large par 1,3 kilomètre de long. Le maximum d’accumulation de pluie fut rapporté à Ellendale à 265 mm.
En Pennsylvanie, cinq personnes trouvèrent la mort, trois par la chute d’arbres, un dans un accident de la route et une femme se noya dans l’inondation causée par le ruisseau Wissahickon. À Philadelphie, plus de 400 arbres furent cassés ou déracinés, vingt édifices se sont écrasés et vingt routes furent fermées.

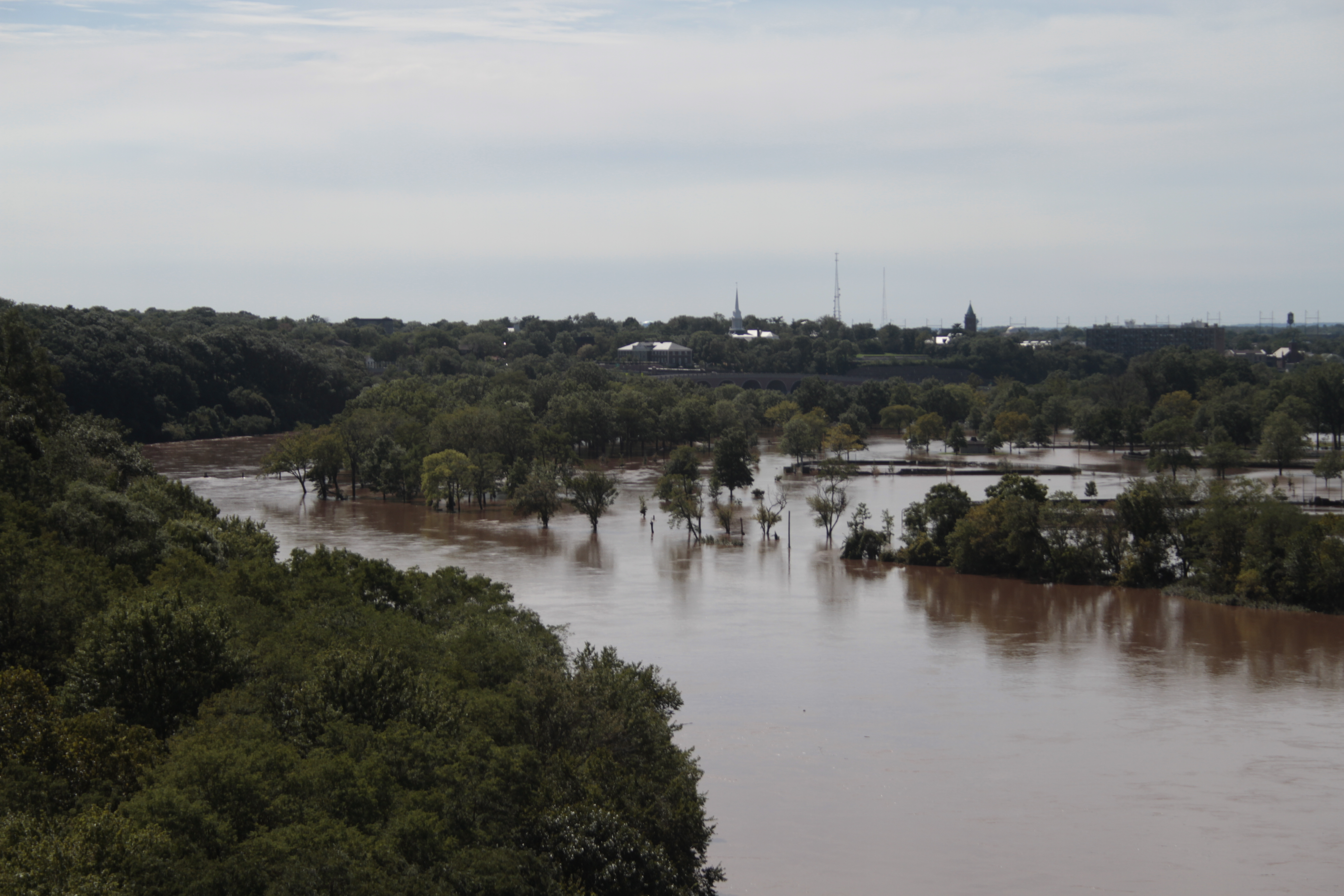
Le fleuve Raritan le 29 août 2011, le lendemain du passage d’Irene

Au New Jersey, la tempête était encore un ouragan quand elle a touché la côte près de Little Egg Harbor sur la côte sud. La partie sud de l’État a cependant eu peu de dommages ou d’inondations. C'est la partie nord qui a subi des inondations très étendues. En particulier, les bassins des rivières Millstone, Rockaway, Rahway et Passaic, ainsi que ceux des fleuves Raritan et Delaware, ont reçu des quantités record de pluie,. Les inondations coupèrent des routes très passantes comme l’Interstate 287 à Boonton où l’accotement de la voie nord s’effondra avec le débordement de la Rockaway. Les inondations durèrent plus de trois jours dans certaines parties de l’État,. Six personnes sont mortes par noyade dues à ces inondations, incluant deux ambulanciers qui furent emportés par les flots dans la municipalité de Princeton,.
Le passage d’Irene laissa également 928 000 résidents privés d’électricité au New Jersey, et le service prit plusieurs jours à être rétabli complètement. La station de train de la capitale, Trenton, qui se trouve le long de la rivière Assunpink, fut affectée par des inondations ce qui coupa le service sur les lignes de banlieue et celles de Amtrak dans l'important Northeast Corridor. Le 29 août, le gouverneur demanda au président Obama d’accélérer l’émission de fonds d’urgence. Le 31 août, le président visita la région de Paterson durement touchée et déclara officiellement l’État du New Jersey comme « zone sinistrée »,,.

#### New York
Avant l’arrivée d’Irene, la peur principale pour la région de New York était la possibilité que l’ouragan frappe directement le district financier de Manhattan. Irene est plutôt passée sur la côte du New Jersey et les plus fortes quantités de pluie sont tombées sur la portion est de l’État de New York causant des inondations qui coupèrent routes, lignes de chemin de fer et firent des dégâts majeurs dans plusieurs communautés. Un homme s’est noyé à la marina de City Island dans le Bronx en inspectant son bateau,. Un autre est mort quand son bateau gonflable s’est renversé sur la rivière Croton et un véliplanchiste s’est noyé dans la baie de Bellport sur Long Island. À Spring Valley, un homme s’est électrocuté, alors qu’une femme s’est noyée à New Scotland, juste au sud-ouest d’Albany, la capitale de l’État. Finalement le corps d’un automobiliste du New Jersey qui fut emporté par les flots sur une route inondée, fut retrouvé près de Tuxedo, comté d'Orange, trois jours après le passage de l’ouragan.
Long Island se trouvant à l’est du centre de la tempête, les vents les plus forts de l’État y furent enregistrés. En plus d’une onde de tempête qui causa des dommages aux infrastructures et fit de l’érosion des berges. Un responsable du comté de Nassau déclara que plusieurs routes étaient impraticables. Des pannes électriques généralisées affectèrent les comtés de Nassau et Suffolk. Près de 350 000 abonnés résidentiels et commerciaux furent plongés dans le noir à cause des forts vents qui cassèrent nombre d’arbres et de lignes électriques. La compagnie Long Island Power Authority (LIPA) mit plusieurs jours à rétablir le courant.

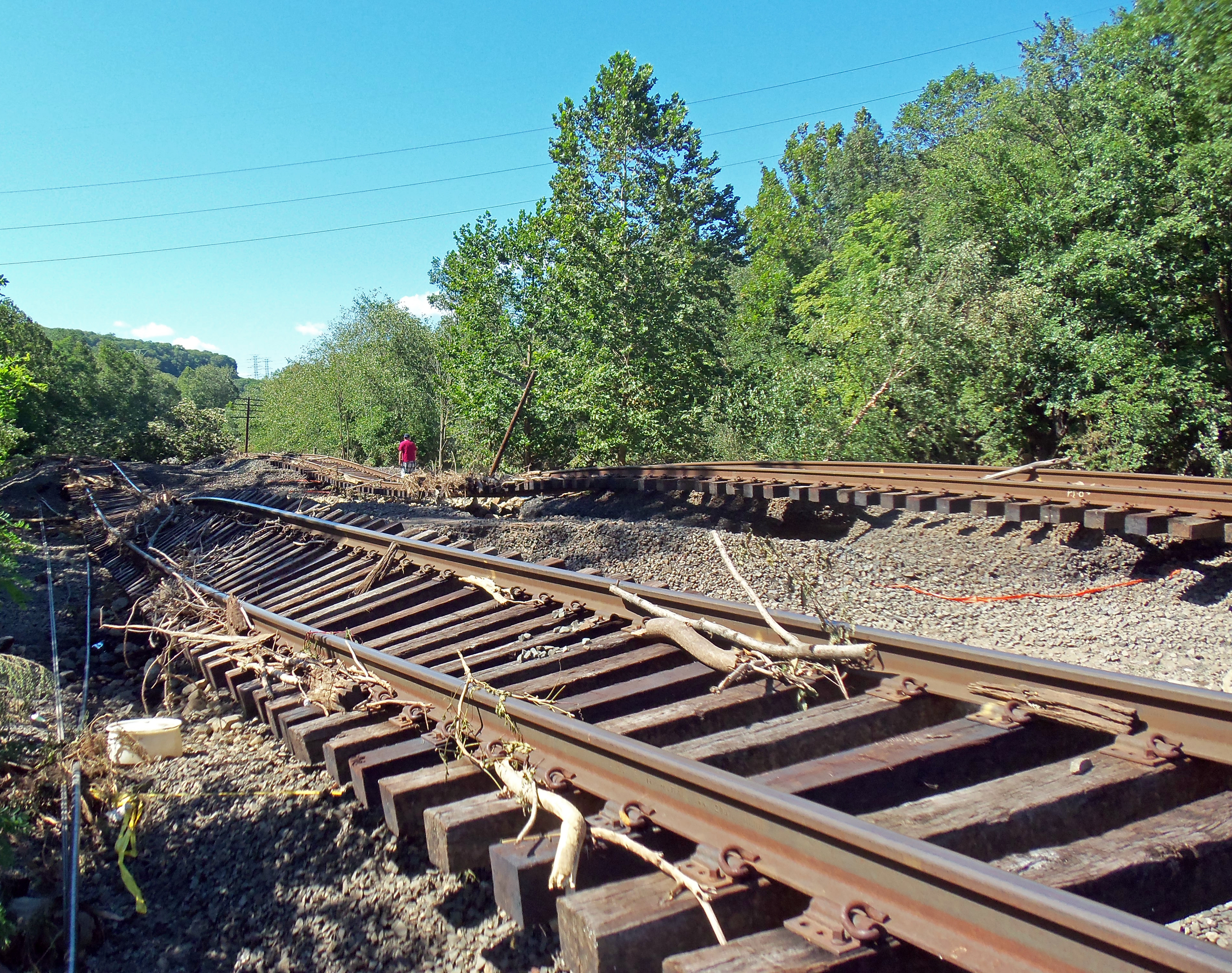
Dommage aux rails de la ligne vers Port Jervis

À New York, le fleuve Hudson commença à sortir de son lit à 8 h 50 locale dans les zones inondables A et B, en particulier dans le quartier des abattoirs de Manhattan. À 9 h 15, la partie nord du tunnel Holland fut fermée. L’eau envahit également la ligne de métro Hudson du nord de la ville et les rails furent recouverts par des coulées de boue en plusieurs endroits. Le débordement de la rivière Ramapo coupa les lignes de Metro-North et du New Jersey Transit Rail, suspendant le service vers Port Jervis au nord de Suffern, la ligne fut emportée sur 1 km.
Plus au nord dans l'État, dans les montagnes Catskill, les inondations furent particulièrement importantes et continuèrent plusieurs jours après la tempête. Des maisons furent emportées dans plusieurs villages et une vacancière s’est noyée. Prattsville est l’une des communautés les plus touchées, la rue principale ayant été complètement détruite par l’inondation selon un officiel. Les résidents du secteur du YMCA de Shandaken du comté d’Ulster furent isolés par le ravin de 50 mètres qui coupa la route dans les deux directions. Le gouverneur Andrew Cuomo a survolé en hélicoptère la zone pour constater les dégâts aux habitations, aux routes et aux récoltes.
Irene causa également des dommages importants dans les Adirondacks où une section de la route d’État 73 fut emportée par les flots, isolant des hameaux de Keene et St. Huberts du comté d’Essex. Le département de l’environnement de l’État de New York fit savoir que les glissements de terrain étaient trop nombreux pour les compter dans la région des Haut Pics et qu’il devait fermer les parcs Dix et Giant dans la portion est de cette région.

#### Connecticut, Massachusetts et Rhode Island

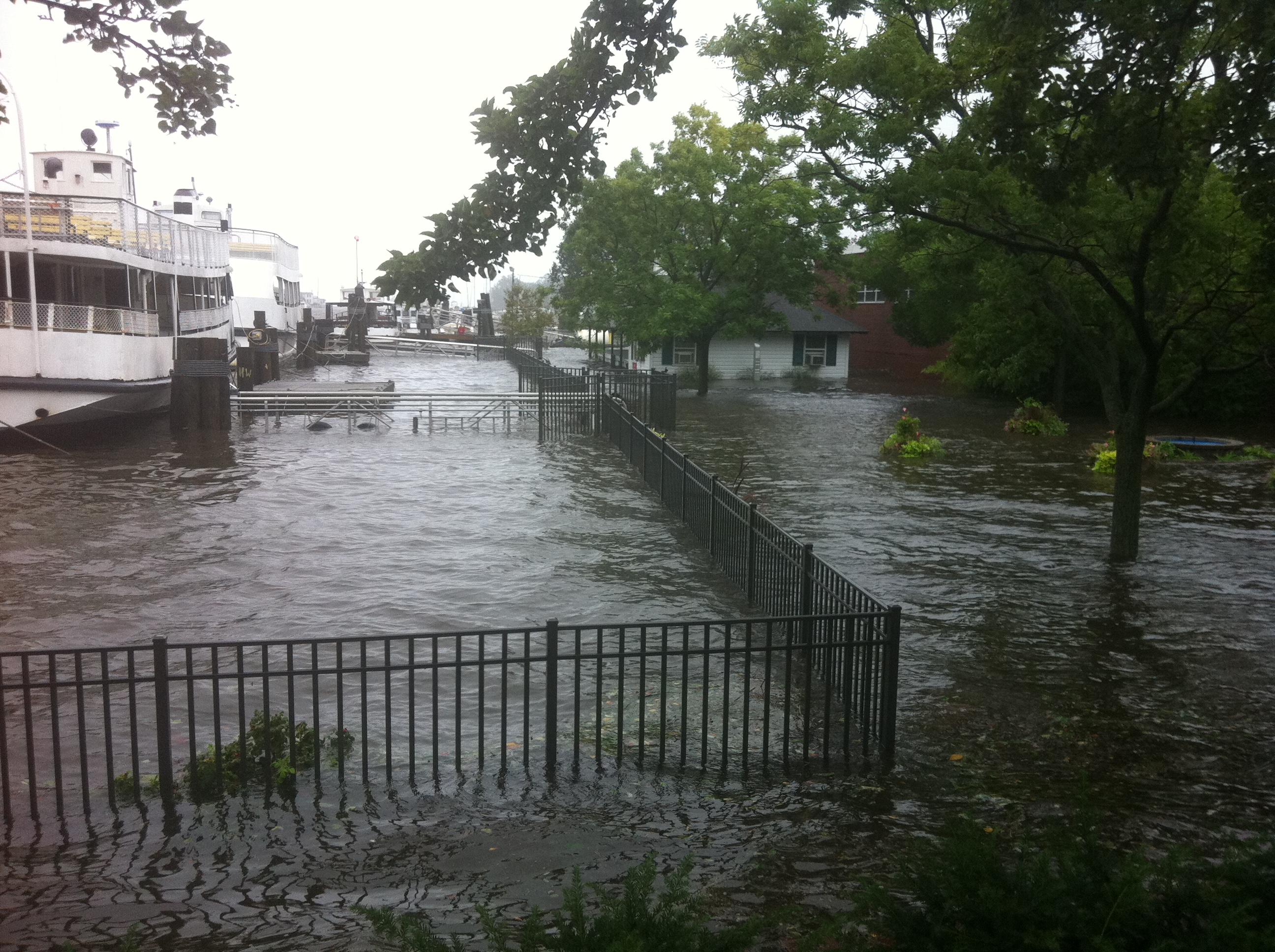
Onde de tempête causée par Irene à Greenwich (Connecticut)

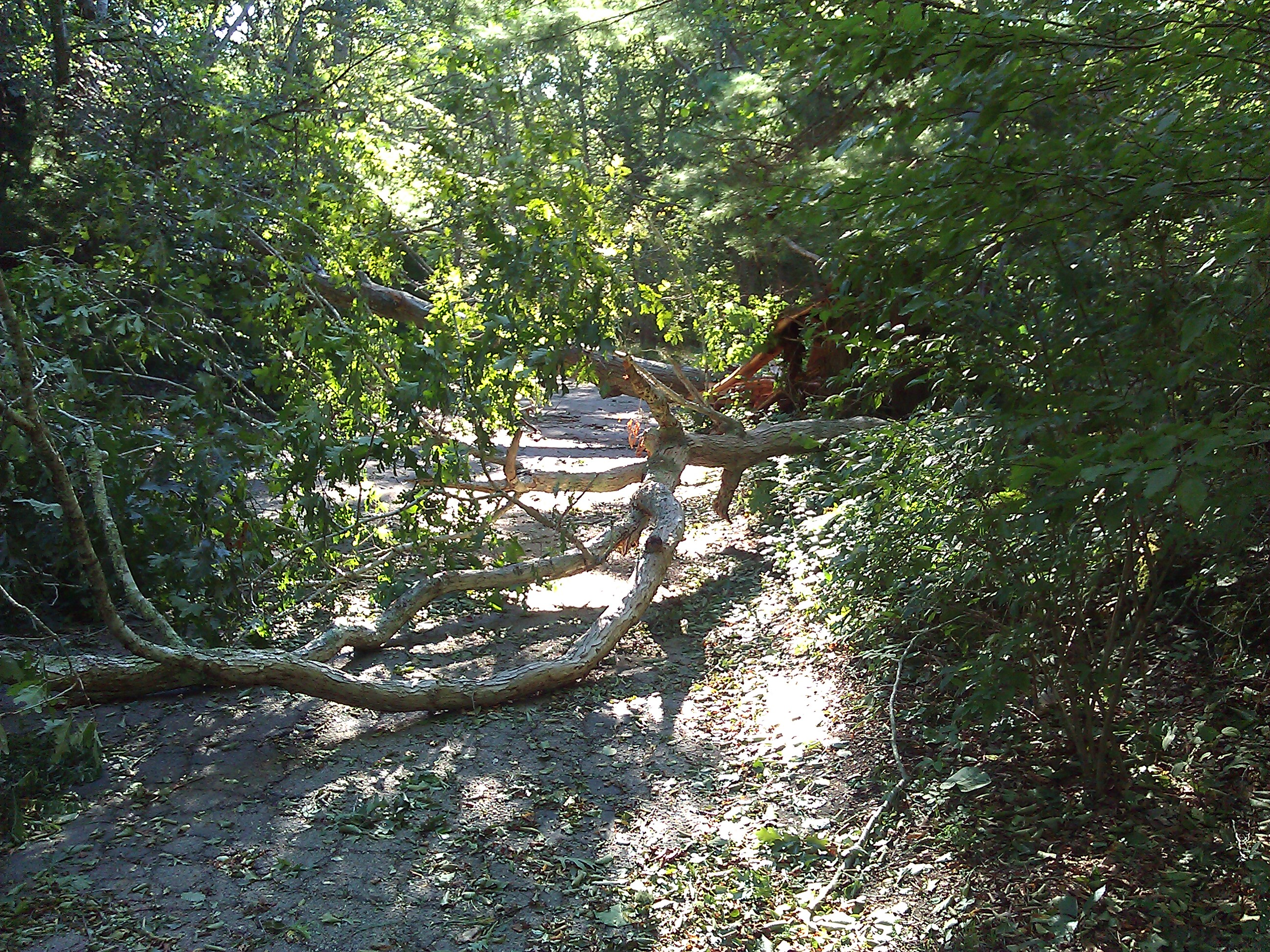
Deux arbres renversés dans la région côtière du Massachusetts

Au Connecticut, les deux principales compagnies de distribution d’électricité, Connecticut Light and Power et United Illuminating, rapportèrent qu’environ la moitié des abonnés de l’État, soit 754 000, furent privés de courant. Le retour à la normale prit plusieurs jours, voire plus d’une semaine pour certains dans les régions boisées. À Ridgefield, ce sont 90 % des abonnés qui perdirent le courant et les 10 % restant durent être coupés lors des réparations,. Sur la côte, vingt maisons de East Haven furent détruites et cinq autres gravement endommagées par les inondations dues à l’onde de tempête. La route 15, l’une des plus occupées de l’État, fut fermée entre l’État de New York et l’autoroute 91 à la suite de la chute d’arbres.
Au Massachusetts, les dommages les plus importants furent signalés dans les villes et villages de la partie oust de l’État, là où est passé le centre de la tempête tropicale. Les vents renversèrent les arbres et la pluie causa le débordement du fleuve Connecticut et ses affluents. Un employé de la compagnie de distribution d’électricité fut électrocuté par une ligne rompue à Southbridge.
Au Rhode Island, des rafales à 114 km/h déracinèrent les arbres et brisèrent les lignes électriques affectant la moitié des abonnés (256 000)
,. L’onde de tempête dans la baie de Narragansett causa des dommages aux côtes mais la capitale, Providence, fut épargnée à cause de la barrière anti-ouragan construite à Fox Point. Comme l’État était du côté est d’Irene, les pluies furent moins abondantes et seulement quelques inondations très localisées furent signalées.

#### Vermont
La trajectoire d’Irene fut très similaire à celle de l’ouragan Floyd de 1999 et donna des quantités de pluie assez semblables sur le Vermont. Cependant, dans le cas d’Irene le sol était saturé depuis quelques jours par des pluies significatives ce qui donna des résultats beaucoup plus dramatiques que pour Floyd. Les vents et la pluie ont privé de courant 50 000 clients, pratiquement tous les cours d’eau de l’État sortirent de leur lit et au moins trois morts furent signalés,,. Nombre de municipalités furent isolées par les rivières transformées en torrents, les routes furent fermées en plusieurs endroits et des ponts furent emportés, dont d’historiques ponts couverts.
Il est tombé 279 mm dans certains secteurs et il s’agissait de la deuxième plus importante inondation généralisée en un siècle pour l’État, la première étant survenue en 1927,. Ces inondations dépassèrent en importance les inondations printanières de 2011 autour du lac Champlain. À un certain moment, la montée rapide des eaux a fait craindre aux autorités qu’un barrage près de la capitale Montpelier pourrait céder et qu’ils auraient à ouvrir les vannes ce qui aurait inondé une partie de la ville.

### Canada

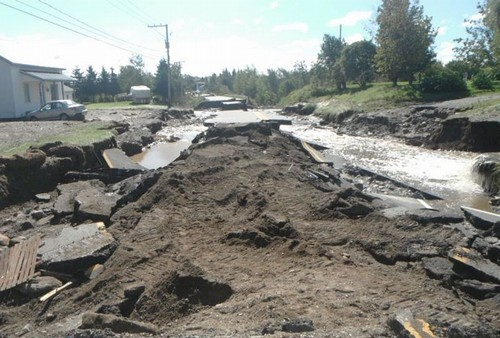
Dégâts causés à la route 276 à Saint-Frédéric, en Beauce, dans le centre-sud du Québec

Après avoir frappé le New Hampshire et le Vermont le 28 août, le cyclone post-tropical Irene s'est dirigé vers le sud du Québec puis a atteint le Labrador durant la nuit du lundi 29 août 2011. Environnement Canada a indiqué que les plus forts vents au Québec avaient été enregistrés sur l'Île d'Orléans, près de Québec, à 113 km/h. Au Nouveau-Brunswick, Fredericton a enregistré des rafales atteignant les 78 km/h. Il est tombé de 50 à 130 mm de pluie au Québec et de 70 et 93 mm dans le nord du Nouveau-Brunswick.
Les dégâts ont été majeurs dans le sud du Québec, notamment dans les régions de l'Estrie, de la Beauce et du Bas-Saint-Laurent. Les vents violents ont privé 250 000 foyers d'électricité, ont fait tomber plusieurs arbres et ont endommagé plusieurs bâtiments à Montréal,. Plusieurs routes, dont celle dans Charlevoix menant au Saguenay et la route 276, à Saint-Frédéric, en Beauce, frappée par 112 mm de pluie, sont coupées par des glissements de terrain ou le débordement de rivières. Le lundi matin, 29 août, un chauffeur de taxi dans sa voiture se trouve projeté dans la rivière Yamaska, proche de Sorel-Tracy, lorsqu'il tombe dans un ravin causé par un tel glissement. Il est porté disparu.
Les inondations ont forcé certains habitants en Estrie et en Montérégie, au Québec, à quitter leurs foyers. Ces inondations étaient un dur rappel du même phénomène au printemps 2011. Les bris à la route 170 cause sa fermeture près de L'Anse-Saint-Jean et de Petit-Saguenay, isolant les résidents de ces deux municipalités.

## Retrait
Le comité sur la météorologie tropicale de l'Organisation météorologique mondiale se réunit annuellement pour évaluer le programme de l'organisation dans ce domaine et voter sur les listes de noms qui seront utilisés pour confectionner les listes de noms futurs des cyclones tropicaux. Comme ses listes se répètent tous les six ans, lorsqu'un tel système a causé des dégâts exceptionnels, un vote est tenu sur la pertinence de conserver ou non ce nom. Lors de sa réunion du 13 avril 2012, le nom « Irene » a été retiré des listes futures des noms d'ouragans. Irene fut le 76e de la liste des noms retirés d'ouragans du bassin de l'Atlantique nord depuis 1954.